# أحمد المتوكل
أحمد المتوكل أكاديمي ولغوي مغربي (ولد في الرباط سنة 1944م)، ودرس في ثانوية مولاي يوسف بالرباط حيث حصل على البكالوريا، ثم انتقل إلى الدراسة في كلية الآداب قسم اللغة الفرنسية وآدابها، حيث حصل على الإجازة في الأدب واللغة الفرنسيين، ثم حضر دكتوراه السلك الثالث في اللغويات في نفس القسم، وكان موضوع رسالته عن (أفعال الإتجاه في اللغة الفرنسية) في إطار مقاربة سيميائية التي يرأسها في فرنسا غريماس، وبعد ذلك هيأ داخل القسم العربي شهادة في الأدب المقارن، ثم حضر دكتوراة الدولة في اللسانيات، وكان موضوع هذه الأطروحة التي أشرف عليها غريماس، (نظرية المعنى في الفكر اللغوي العربي القديم) وطبعت الأطروحة في المغرب باللغة الفرنسية.

## تخصصاته
يدرّس الدكتور أحمد المتوكل في كلية الآداب جامعة محمد الخامس بالرباط في القسمين الفرنسي والعربي، وكان يدرس التداوليات، ثم تخصص في تدريس النحو الوظيفي خاصة مدرسة امستردام التي كان أول روادها الأستاذ سيمون سي ديك ‏
مدار مؤلفاته على محورين اثنين: محور العلاقة بين الفكر اللغوي القديم والدرس اللغوي الحديث، والمحور الثاني وصف وتفسير ظواهر اللغة العربية من منظور نظرية النحو الوظيفي وإمكان توظيف هذه النظرية في مجالات أخرى غير مجال وصف اللغات، كما يسمى بالمجالات القطاعية، ونقصد بها ديداكتيك تعليم اللغات وتحليل النصوص على اختلاف أنماطها والاضطرابات اللغوية النفسية إلى غير ذلك من القطاعات.

## مؤلفاته

### بالعربية
- (1977) قراءة جديدة لنظرية النظم عند الجرجاني.مجلة كلية الآداب، الرباط، عدد 1.
- (1981) اقتراحات من الفكر اللغوي العربي القديم بوصف ظاهرة الاستلزام الحواري. كلية الآداب، الرباط، البحث اللساني والسيميائي.
- (1985) الوظائف التداولية في اللغة العربية. الدار البيضاء: دار الثقافة.
- (1986) دراسات في نحو اللغة العربية الوظيفي. الدار البيضاء: دار الثقافة.
- (1987) من البنية الحملية إلى البنية المكونية: الوظيفة المفعول في اللغة العربية. الدار البيضاء: دار الثقافة.
- (1987) من قضايا الرابط في اللغة العربية. الرباط: منشورات عكاظ.
- (1988) قضايا معجمية: المحمولات الفعلية المشتقة في اللغة العربية. الرباط: اتحاد الناشرين المغاربة.
- (1988) الجملة المركبة في اللغة العربية. الرباط: منشورات عكاظ.
- (1989) اللسانيات الوظيفية: مدخل نظري. الرباط: منشورات عكاظ.
- (1993) الوظيفة والبنية: مقاربة وظيفية لبعض قضايا التركيب في اللغة العربية. الرباط: منشورات عكاظ.
- (1993) آفاق جديدة في نظرية النحو الوظيفي. الرباط: منشورات كلية الآداب.
- (1995) قضايا اللغة العربية في اللسانيات الوظيفية: البنية التحتية أو التمثيل الدلالي-التداولي. الرباط: دار الأمان.
- (1996) قضايا اللغة العربية في اللسانيات الوظيفية: بنية المكونات أو التمثيل الصرفي-التركيبي. الرباط: دار الأمان.
- (2001) قضايا اللغة العربية في اللسانيات الوظيفية: بنية الخطاب من الجملة إلى النص، الرباط: دار الأمان.
- (2003) الوظيفية بين الكلية والنمطية. الرباط: دار الأمان.
- (2005) التركيبيات الوظيفية: قضايا ومقاربات. الرباط: دار الأمان.
- (2005) مفهوم الكفاية وتعليم اللغات. كلية الآداب، مكناس، سلسلة الندوات 15.
- (2006) المنحى الوظيفي في الفكر اللغوي العربي: الأصول والامتداد. الرباط: دار الأمان.
- (2008) مسائل النحو العربي في قضايا النحو الوظيفي، دار الكتاب الجديد، بيروت لبنان.
- (2010) الخطاب وخصائص اللغة العربية.. دراسة في المجال والبنية والنمط، الدار العربية للعلوم ناشرون بيروت، ومكتبة الأمان الرباط، ودار الاختلاف الجزائر.

### بالفرنسية
- 1982 Réflexions sur la théorie de la signification dans la pensée linguistique arabe. Publications de la faculté des Lettres ,Rabat
- 1984 Le focus en Arabe: vers une Analyse Fonctionnelle, Topic in Arabic: Towards a Functional Analysis.
- 2003 Préliminaires à une grammaire fonctionnelle de discours. In: Jadir M. (ed).

### بالأنجليزية
- 1985 Topic in Arabic: Towards a Functional Analysis.
- 1991 On Representing Implicated Illocutionary Force Grammar or Logic? WPFG 40:
- 1991 Negative Constructions in Arabic: Towards a Functional Approach. In: K. Devenyi and T. Ivznyi. (eds) 3.4
- 1993 Reflections on the layered underlying representation in Functional Grammar. University Mohamed V, Rabat
- 1994 Term-to-phrase mapping rules: A case study from Arabic. In: Engberg-Pdersen. Falster Jakobsen and Schack. Rasmussen (eds)
- 1998 Benveniste’s Recit vs Discours dichotomy as discourse operator in Functional Grammar. In: M. Hannay and A. M. Bolkestein (eds)
- 1999 Exclamation in Functional Grammar: sentence type Illocution or modality ? WPFG no. 69
- 2000 Reflections on the layered underlying representation in Functional Grammar. Casablanca: Afric-Orient
- 2004 Discourse structure, the generalized parallelism hypothesis and the architecture of functional grammar. In: Madkenzie and Gomez-Gonzalez (eds
- 2004 Function independent morpho-syntax. In: Aertsen Henk, Mike Hannay and Rod Lyall (eds
- 2005 Exclamation in Functional Grammar. In: Groot and Hengeveld (eds)
- 2006 Functional Grammar and Arabic. Encylopedia of the Arabic Language and Linguistic. Leiden: Brill Academic Publishers. Vol. II
- 2007 Coordinative constructions in Arabic. Some aspects of morpho-syntax as an indicator of Interpersonal status. In: Advances in Functional Discourse Grammar Alfa special volume. Brazil.
- 2009 Exceptive constructions in Arabic. From Arabic Grammatical Tradition to Functional Discourse Grammar WPFG Special issue

## الجوائز
- حائز على جائزة مجمع الملك سلمان العالمي للغة العربية (فرع أبحاث اللغة العربية ودراساتها العلمية) عام 2023م.[2]
- جائزة الكتاب العربي في دورتها الثانية (فئة الإنجاز/الأفراد) عام 2025م؛ تقديراً لإسهامه البارز في مجاله.[3]